# Xeromphalina setulipes
Xeromphalina setulipes là một loài nấm Mycenaceae. Loài này được thu thập lần đầu vào năm 2005, loài nấm này đã được mô tả và đặt tên vào năm 2010 bởi Fernando Esteve-Raventós và Gabriel Moreno, và chỉ được biết đến từ những khu rừng sồi. ở tỉnh Ciudad Real, Tây Ban Nha. Loài này tạo ra nấm lớn có mũ màu nâu đỏ sẫm cao lên đến 15 mm, thân nấm màu nâu tím sẫm cao đến 45 mm và là tia nổi bật, cong, màu nâu. Loài nấm này được tìm thấy mọc trực tiếp từ đất chua của tầng rừng, bao quanh bởi chất thải thực vật, trong tháng mười một.
Về mặt hình thái, màu sắc đen tối của lá tia và gốc, thiếu một hương vị mạnh mẽ, và các đặc điểm của cystidia (tế bào lớn được tìm thấy trên nấm lớn) là những đặc điểm phân biệt nhất của X.Setulipes. Các tính năng này cho phép loài này dễ dàng phân biệt với các loài tương tự khác, bao gồm cả X. cauticinalis và X. brunneola. Sinh thái học và môi trường sống của nó cũng là khác biệt, nhưng không rõ liệu những điều này có thể coi là đặc điểm nhận dạng chắc chắn hay chưa. Trong chi Xeromphalina, X. setulipes được phân loại trong phần Mutabiles, cùng với một số loài khác. Dường như loài này có mối liên quan chặt chẽ nhất với X. fraxinophila, X. cornui, X. campanelloides và X. cauticinalis, nhưng, theo Esteve-Raventós và các đồng nghiệp, cần phân tích sâu hơn để đánh giá chính xác mối quan hệ các loài trong chi Xeromphalina.